# Estelle, Duquesa da Gotalândia Oriental
Estela Sílvia Eva Maria (em sueco: Estelle Silvia Ewa Mary; Estocolmo, 23 de fevereiro de 2012) é a filha mais velha da princesa herdeira Vitória e do príncipe Daniel, Duque da Gotalândia Ocidental. Ela é a neta mais velha do rei Carlos XVI Gustavo, e é a segunda na linha de sucessão ao trono sueco, depois da sua mãe.

## O anúncio
Em 17 de agosto de 2011, foi anunciado oficialmente pela Casa de Bernadotte que a princesa Viktória e o seu marido Daniel estavam à espera do primeiro filho juntos, previsto para nascer em março de 2012, segundo o comunicado oficial.

## Nascimento
Estelle Silvia Ewa Mary nasceu às 4h26min do dia 23 de fevereiro de 2012 no Hospital Universitário Karolinska em Estocolmo, como a primeira nascida da princesa Vitória, Princesa Herdeira da Suécia, e seu marido Daniel Westling. Ao nascer, ela pesava 3,2 kg e media 51 centímetros. O seu nascimento foi celebrado por uma salva de 21 tiros de canhão na ilha de Skeppsholmen, em frente ao edifício do Palácio Real de Estocolmo. O seu nome completo e títulos oficias foram anunciados oficialmente em 24 de fevereiro de 2012, por seu avô materno o rei Carlos XVI Gustavo da Suécia durante uma reunião especial do gabinete, na reunião estava presente também o seu tio materno, o príncipe Carlos Filipe, Duque da Varmlândia.

## Batismo

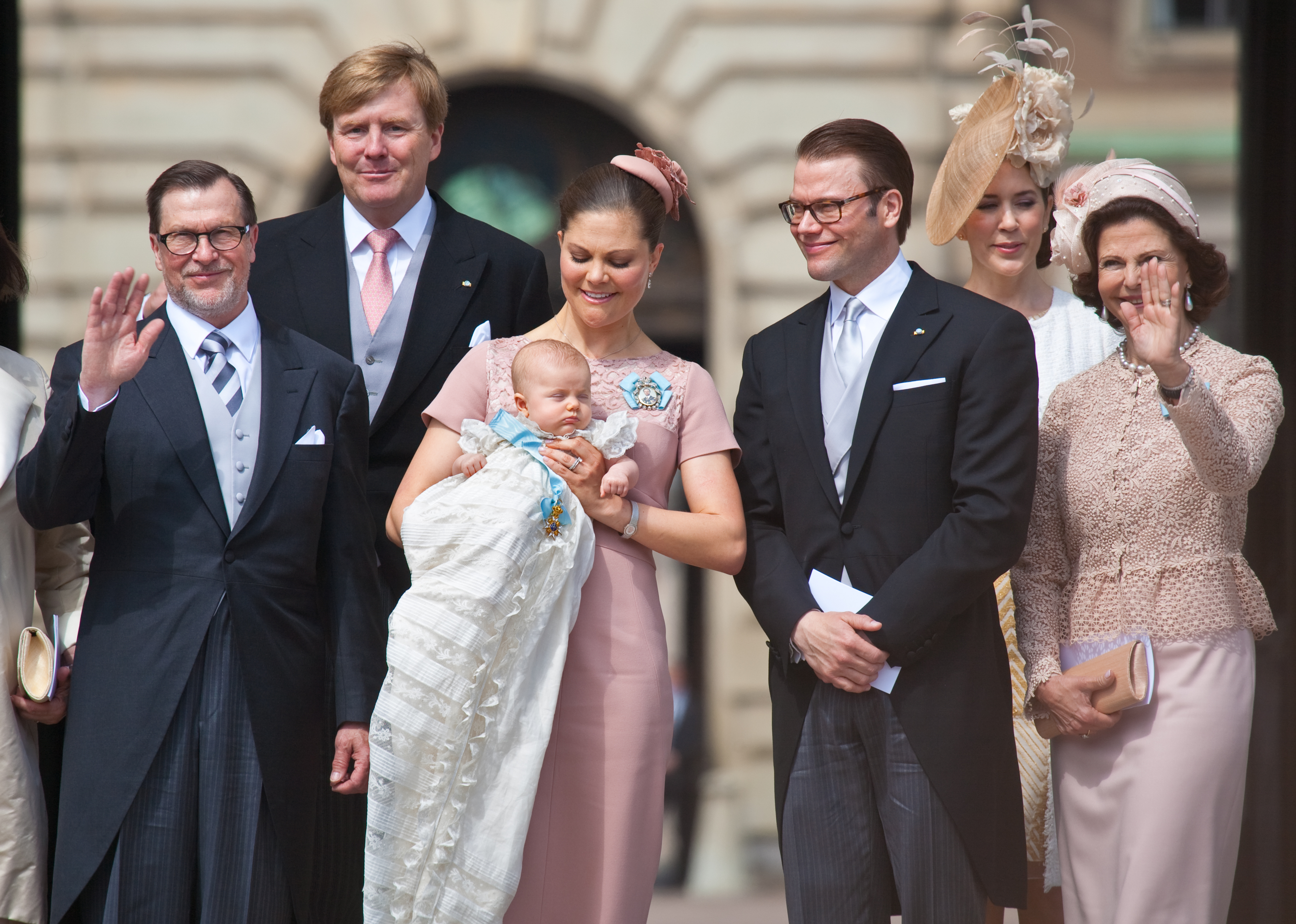
Estelle junto com seus pais, avós e padrinhos após o seu batismo.

Em 22 de maio de 2012, a princesa Estelle foi batizada na Capela Real do Palácio Real de Estocolmo por Anders Wejryd, o Arcebispo de Uppsala em comunhão com a Igreja da Suécia (o Luteranismo), com água batismal da ilha sueca de Olândia, uma tradição na família real sueca. Os seus padrinhos são: o príncipe Carlos Filipe, Duque de Varmlândia (seu tio materno), a Anna Westling Söderström (sua tia paterna), o rei Guilherme Alexandre dos Países Baixos (então ainda Príncipe de Orange), a princesa consorte Maria, Princesa Herdeira da Dinamarca (amiga próxima de sua mãe) e o príncipe Haakon, Príncipe Herdeiro da Noruega (amigo próximo de sua mãe). Estelle foi batizada no antigo vestido de batismo da Casa de Bernadotte usado pela primeira vez por seu bisavô materno o príncipe Gustavo Adolfo, Duque da Bótnia Ocidental, em 1906. O seu nome completo e a data da cerimônia foram bordados no vestido seguindo a tradição.

## Educação escolar
Em 25 de agosto de 2014, a Estelle começou os seus estudos pré-escolares na pública escola Grundskolan Äventyret, localizada nos arredores de Estocolmo. A escola Äventyret foi fundada em 1992 e usa métodos de ensino específicos para ensinar crianças sobre a natureza e transmitir um sentimento do mundo natural.
Em maio de 2018, a Casa de Bernadotte anunciou oficialmente que Estelle trocaria de escola e começaria o seu ensino primário na escola Campus Manillas a partir de agosto de 2018.

## Interesses pessoais e vida privada
Estelle, ao contrário de outros pequenos príncipes e princesas da Europa, tem, desde pequena, uma intensa vida pública incentivada pelos pais e avós, sendo considerada, pela imprensa internacional, como uma das mais queridas e carismáticas pequenas princesas atuais.
Ao lado da família, a princesa Estelle gosta de praticar esqui. 
Por outro lado, seus pais também querem que ela tenha uma educação o mais "normal" possível, mesmo diante a sua posição como uma princesa da Suécia e herdeiro aparente do trono sueco. 
Em 2016, o seu pai declarou que quer ensinar a seus filhos a pegar o transporte público, como ele mesmo fazia quando era pequeno. 
Em 02 de janeiro de 2020, enquanto comemorava com a família as férias de ano-novo, a princesa quebrou a perna durante um acidente de esqui nos Alpes Suíços. O que causou um visita a um hospital para um raio-x e o uso de gesso e muletas, apesar da lesão foi considerado menor, e a família real sueca não cancelou as suas férias. 

## Deveres reais e aparições públicas
Como segunda na linha de sucessão ao trono sueco, Estelle desde o nascimento chama a atenção do público e da mídia internacional. Ela realizou o seu primeiro compromisso oficial em 17 de maio de 2014, aos dois anos de idade, quando inaugurou um caminho de conto de fadas nomeado em sua homenagem: "Caminho de Conto de Fadas da Duquesa Estelle" em Tåkern. Na época de seu batismo ela havia recebido um cisne em miniatura e um certificado do caminho indicando que algum dia realizaria deveres oficiais no local. Ela também visitou o Palácio de Linköping, sendo recebida pelo prefeito e outros dignatários. Anualmente ela participa de diversas atividades e cerimônias, como o Dia Nacional da Suécia e o Dia de Santa Vitória, comemorado em honra ao nome de sua mãe.
Ela e seu irmão protagonizam também diversas fotos em ocasiões festivas, como a Páscoa, o Dia Nacional da Suécia e o Natal.

## Títulos, estilos, honras e brasão

### Títulos e estilos
- 24 de fevereiro de 2012 – presente: "Sua Alteza Real, Princesa Estelle da Suécia, Duquesa da Gotalândia Oriental"

### Honras
- 24 de fevereiro de 2012: Real Ordem do Serafim
- 15 de setembro de 2013: Medalha de Rubi Comemorativa do Jubileu de Sua Majestade o Rei Carlos XVI Gustavo da Suécia

### Brasão
| Brasão de armas | Monograma real |